# Poiana Câmpina
Poiana Câmpina è un comune della Romania di 5 286 abitanti, ubicato nel distretto di Prahova, nella regione storica della Muntenia. 
Il comune è formato dall'unione di 4 villaggi: Bobolia, Pietrișu, Poiana Câmpina, Răgman.